# Progradungula
Progradungula is een geslacht van spinnen uit de familie Gradungulidae. De typesoort van het geslacht is Progradungula carraiensis.

## Soorten
Het geslacht kent de volgende soorten:
- Progradungula carraiensis Forster & Gray, 1979
- Progradungula otwayensis Milledge, 1997